# Thymus oriolanus
Thymus oriolanus — вид рослин родини глухокропивові (Lamiaceae), ендемік Іспанії.

## Поширення
Ендемік пд.-сх. Іспанії.